# Elk Haus-Simplon/2007
Deze pagina geeft een overzicht van de wielerploeg Elk Haus-Simplon in 2007.
| Naam                  | Geboortedatum | Nationaliteit | Ploeg 2006            |
| --------------------- | ------------- | ------------- | --------------------- |
| Martin Comploi        | 08-10-1975    | Oostenrijk    |                       |
| Stefan Denifl         | 20-09-1987    | Oostenrijk    | Team Vorarlberg       |
| Markus Eibegger       | 16-10-1984    | Oostenrijk    | neoprof               |
| Clemens Fankhauser    | 02-09-1985    | Oostenrijk    | neoprof               |
| Hannes Gründlinger    | 24-07-1977    | Oostenrijk    |                       |
| Tomáš Konečný         | 11-10-1973    | Tsjechië      | Team Wiesenhof - AKUD |
| Robert Lauscha        | 05-06-1983    | Oostenrijk    |                       |
| Wolfgang Murer        | 22-12-1979    | Oostenrijk    |                       |
| Christian Pfannberger | 09-12-1979    | Oostenrijk    |                       |
| Michael Pichler       | 28-07-1982    | Oostenrijk    |                       |
| Peter Pichler         | 12-01-1969    | Oostenrijk    |                       |
| Thomas Rohregger      | 23-12-1982    | Oostenrijk    |                       |
| Stefan Rucker         | 20-01-1980    | Oostenrijk    |                       |
| Harald Starzengruber  | 11-04-1981    | Oostenrijk    |                       |
| Jochen Summer         | 28-05-1977    | Oostenrijk    |                       |
| Harald Totschnig      | 06-09-1974    | Oostenrijk    |                       |
| Ján Valach            | 19-08-1973    | Slowakije     | Aposport Krone Linz   |
| Marc Weisshaupt       | 07-07-1969    | Duitsland     |                       |

## Overwinningen
Salzkammergut Giro
Markus Eibegger
Nationale kampioenschappen
Oostenrijk (wegwedstrijd): Christian Pfannberger
Ronde van Oostenrijk
3e etappe: Thomas Rohregger
GP Wilhelm Tell
3e etappe: Clemens Fankhauser